# Публій Корнелій Сципіон (начальник кінноти)
Пу́блій Корне́лій Сципіо́н (лат. Publius Cornelius Scipio; IV століття до н. е.) — політичний, державний і військовий діяч Римської республіки, начальник кінноти 350 року до н. е.

## Біографія
Походив з патриціанського роду Корнеліїв. Син Публія Корнелія Сципіона, інтеррекса, начальника кінноти і військового трибуна з консульською владою різних років.
366 року до н. е. його було призначено одним з перших курульних еділів; того року було дозволено, щоб одного з консулів обирали з представників плебеїв.
350 року до н. е. диктатор Луцій Фурій Камілл призначив його своїм заступником — начальником кінноти. Вони провели вибори консулів, але через те, що один з консулів Аппій Клавдій Красс Інрегілленс помер, Луцій Фурій разом з Публієм Корнелієм зрештою очолили війська проти галів.
Є припущення, що він був у 340 році до н. е. цензором.
З того часу про подальшу долю Публія Корнелія Сципіона згадок немає.